# Lego Trolls World Tour
Lego Trolls World Tour er en produktlinje produceret af den danske legetøjskoncern LEGO, baseret på Trolls World Tour (2020). Det bliver solgt med licens fra Universal Pictures og DreamWorks Animation. Temaet blev introduceret i 2020.

## Sæt
- 30555 Poppy's Carriage polybag
- 41250 Techno Reef Dance Party
- 41251 Poppy's Pod
- 41252 Poppy's Hot Air Balloon Adventure
- 41253 Lonesome Flats Raft Adventure
- 41254 Volcano Rock City Concert
- 41255 Pop Village Celebration
- 41256 Rainbow Caterbus
- 41258 Vibe City Concert